# Maria Celeste (inslagkrater)
Maria Celeste is een inslagkrater op Venus. Maria Celeste werd in 1991 genoemd naar Maria Celeste (1600-1634), de oudste dochter van Galilei.
De krater heeft een diameter van 97,5 kilometer en bevindt zich rond het laagland Llorona Planitia in het quadrangle Greenaway (V-24). De krater ligt ten westen van Greenaway en ten noorden van Callirhoe.